# Caravan Zero Tour
Il Caravan Zero Tour, più semplicemente conosciuto col nome di Caravan Zero, è una tournée di Renato Zero del 1985 che ha preso il via il 24 aprile e conclusa il 3 giugno di quell'anno.

## Scenografia
La scenografia consiste in piccoli palazzi semoventi con delle luci che coprono l'orchestra che ha accompagnato Zero nella tournée.

## Le date
- Lugo di Romagna - 24/04/1985
- Lanciano - 26/04/1985
- Firenze - 27-28/04/1985
- Sanremo - 02/05/1985
- Saint-Vincent - 03-04/05/1985
- Milano - 07-08-09/05/1985
- Roma - 11-12/05/1985
- Torino - 17/05/1985
- Montecatini Terme - 18/05/1985
- Bologna - 21/05/1985
- Monfalcone - 23/05/1985
- Ferrara - 24/05/1985
- Treviso - 25/05/1985
- Cantù - 26/05/1985
- Reggio Emilia - 27/05/1985
- Napoli - 29/05/1985
- Livorno - 31/05/1985
- Faenza - 01/06/1985
- Fabriano - 02/06/1985
- Brindisi - 03/06/1985

## La scaletta
- Intro
- Io uguale io
- Marciapiedi
- Sogni di latta
- Niente
- La tua idea
- Guai
- Fermati
- Mi vendo
- Padre nostro
- Arrendermi mai
- Stranieri
- La gente come noi
- Morire qui
- Ed io ti seguirò
- Ancora fuoco
- Sterili
- Periferia
- Resisti
- Il Cielo
- Io qui
- La gente come noi (bis)